# Kjulo församling
Kjulo församling (finska: Köyliön seurakunta) var en evangelisk-luthersk församling i Kjulo i det finländska landskapet Satakunta. Församlingen tillhörde Åbo ärkestift och Kumo prosteri. Kjulo församlings verksamhet skedde i huvudsakligen på finska. Efter kommunsammanslagning mellan Kjulo och Säkylä kommuner 1 januari 2016 lades också Kjulo och Säkylä församlingar samman. Den nya församlingen hette Säkylä-Kjulo församling.
Kjulo församling grundades ursprungligen som Kumos kapell år 1445. Församlingen blev självständighet år 1587. Fram till år 1929 hade Kjulo och Säkylä en gemensam kaplan. Kjulo församlings huvudkyrka var Kjulo kyrka.